# Nambangan (Grabag)
Nambangan is een bestuurslaag in het regentschap Purworejo van de provincie Midden-Java, Indonesië. Nambangan telt 2161 inwoners (volkstelling 2010).